# Derrick Sasraku
Derrick Sasraku, né le 12 avril 1994 à Accra, est un footballeur ghanéen qui évolue au poste d'attaquant en Club africain.

## Biographie
Sasraku fait ses débuts de footballeur aux Aduana Stars. En 2018, il quitte son pays natal et rejoint la Tunisie, et plus précisément le Club africain, où il est prêté une saison pour jouer avec l'équipe première.